# Pikkelyesmellű kolibri
A pikkelyesmellű kolibri (Phaeochroa cuvierii) a madarak (Aves) osztályának a sarlósfecske-alakúak (Apodiformes) rendjéhez, ezen belül a kolibrifélék (Trochilidae) családjához tartozó Phaeochroa nem egyetlen faja.

## Rendszerezése
A fajt Adolphe Delattre és Jules Bourcier írták le 1846-ban, a Trochilus nembe Trochilus cuvierii néven. Sorolták a Campylopterus nembe Campylopterus cuvierii néven is.

## Alfajai
- Phaeochroa cuvierii berlepschi (Hellmayr, 1915)
- Phaeochroa cuvierii cuvierii (Delattre & Bourcier, 1846)
- Phaeochroa cuvierii furvescens (Wetmore, 1967)
- Phaeochroa cuvierii maculicauda (Griscom, 1932)
- Phaeochroa cuvierii roberti (Salvin, 1861)
- Phaeochroa cuvierii saturatior (Hartert, 1901)[2]

## Előfordulása
Mexikó déli részétől, Belize, Costa Rica, Guatemala, Honduras,  Nicaragua, Panama területén keresztül Kolumbia északi részéig honos. A természetes élőhelye szubtrópusi és trópusi száraz erdők, síkvidéki esőerdők, mangroveerdők, síkvidéki nedves cserjések, valamint erősen leromlott egykori erdők és vidéki kertek. Állandó, nem vonuló faj.

## Megjelenése
Testhossza 13 centiméter.
|  |

## Külső hivatkozások
- Képek az interneten a fajról
- Internet Bird Collection - videók a fajról
- Xeno-canto.org - a faj hangja és elterjedési területe